# Joaton Suruí
Joaton Suruí é um índígena brasileiro da etnia paiter-suruí. Vive em Cacoal, em Rondônia, no Brasil. Criou um alfabeto específico para a língua paiter-suruí. Até então, essa língua não tinha registro escrito, sendo exclusivamente oral. Formou-se em Magistério Indígena em 2006. É um dos pioneiros na normatização da língua paiter-suruí. Ensina Identidade, Língua Materna e Artes nas aldeias paiter-suruís de Rondônia.